# من دارون إلى هتلر (كتاب)
كتاب من دارون إلى هتلر From Darwin to Hitler للمؤلف ريتشار فيكارت Richard Weikart.
لما كانت الدارونية ترى الأخلاق غير ثابتة في حين أن التطور هو الثابت قدمت للكثيرين فرصة العمل على تغيير المبادئ الأخلاقية بحجة نسبية الأخلاق وأنها نتاج عرضي للتطور المادي وتغيرت النظرة لقضية حرمة الحياة عموماً والحياة البشرية.
«ففي ذهن هتلر كانت الدارونية تقدم التبرير الأخلاقي لعمليات التعقيم الجماعي والنقاء العرقي والمذابح الجماعي وغيرها من السياسات غير الأخلاقية وفق المعايير الإنسانية الطبيعية وقد وفرت نظرية التطور الأهداف النهائية لهذه السياسات التحسن البيولوجي للأنواع البشرية» (ص:215)
نعم لم تصنع الدارونية المذابح الجماعية ولكن تفرعاتها من دارونية اجتماعية وتوجهات التحسين المستقبلي للعرق وفرت الأساس العلمي لهتلر وأتباعه لاقناع أنفسهم ومن تعاون معهم بأن أبشع الجرائم العالمية كانت بالحقيقة فضيلة أخلاقية مشكورة! وهكذا نجحت الدارونية أو تأويلاتها الطبيعية في قلب ميزان الأخلاق رأساً على عقب. (ص:233).
وقد كثر في ألمانيا استخدام مصطلح «قليل القيمة» لوصف المرضى العقليين والأشخاص غير المنتجين اقتصادياً وكل ما هو غير أوربي. واعتبر النازيون أن قتل المعتوهين أو تعقيمهم بشكل إلزامي خدمة اجتماعية وقيمة فضلى!
ولكن بعض الباحثين يرى أن هيكل (من أشد دعاة الدارونية في ألمانيا) كان له التأثير المباشر في النازيين بحكم ظرف الزمان والمكان، وبسبب مواقفه العنصرية المعروفة، كما كان مؤيداً وبشدة للتدخلات المباشرة لتحسين النوع البشري Eugenics وهو توجه شمل الكثير من علماء الاجتماع وغيرهم في بدايات القرن العشرين، كما كان هيكل مؤيداً لفلسفات إلحادية بشكل صريح ومناصر للقضايا الليبرالية التقدمية كالمطالبة بحقوق اللوطيين.
وكانت كتابات هيكل منتشرة بكثافة وأثرت في النازيين والعنصريين وأنصار التدخل لتحسين النسل البشري.
أما دارون فقد مات في وقت مبكر وعاش في بريطانيا وكان عنصرياً ولكن بشكل ملطف يشبه إبراهام لينكون، ولم يكن يدعو إلى تحسين النوع البشري، كما لم يكن من الغلاة في الدعوة إلى الإلحاد والفلسفات الثورية بل حاول الادعاء أن نظريته يمكن أن تتوافق مع قانون الأخلاق المتعارف عليه.
ولعله لهذا السبب استهلك المؤلف لكتاب من دارون إلى هتلر 82 صفحة للحديث عن هيكل، وتحدث 49 صفحة عن دارون إدراكاً منه أن التلميذ تجاوز أستاذه.
ومن الذين طرحو فرضية تأثر هتلر مباشرة بهيكل مباشرة دانييل غازمان Daniel Gasman في كتابيه The Scientific Origins of National Socialism (London, 1971)
الأصول العلمية للقومية الاشتراكية
وكتاب 
Haeckel’s Monism and the Birth of Fascist Ideology (New York, 1998).

## آراء مؤيدة للكتاب
يظهر الكتاب بتفاصيل جيدة ومقنعة كيف طور مفكري الدارونية في ألمانيا موقفاً لا أخلاقياً تجاه المجتمع الإنساني في فترة الحرب العالمية الأولى، كان من شأنه اتخاذ خيرية العرق الألماني المفترضة كمعيار أوحد للسياسة العامة والطهارة العرقية، وبين المؤلف بوضوح الصلة التي تربط هذا الاتجاه الفكري بهتلر، وما نجم عنها من قتل الأطفال والمساعدة على الانتحار ومنع الزواج وغير ذلك من الممارسات القهرية والظالمة ضد أولئك المعتبرين من عرق أدنى وراثياً بتحريض الكتاب المؤيدية للدارونية والعلماء المتبنين لها، بحيث حصل هتلر والنازييين على التبرير العلمي للسياسات التي نفذوها عند وصولهم إلى السلطة.
ريتشار إيفانز Richard Evans أستاذ التاريخ المعاصر في جامعة كيمبردج ومؤلف كتاب: قدوم الرايخ الثالث The Coming of the Third Reich
هذا الكتاب من أفضل كتب الفكر التاريخي فهو ملئ بالأفكار والمعلومات والرؤى، ويعطي الكاتب فيه أمثلة واضحة وكثيرة جداً عن العديد من المفكرين الألمان في القرن التاسع عشر وأوائل القرن العشرين ممن تأثروا بدرجة أو أخرى بالتوجه الطبيعي بصيغته الدارونية ويشرح أفكارهم بحيث يرى القارئ الفروق والتماثلات ويحصل على القصة بدقة ووضوح.
أيان دوابيغين Ian Dowbiggin أستاذ التاريخ في جامعة جزيرة الأمير إدوارد ومؤلف كتاب: نهاية رحيمة : حركة القتل الرحيم في أميريكا الحديثة

## وصلات خارجية
- شبكة إتاحة الأبحاث
- محاضرة للمؤلف يشرح فكرة الكتاب وأسباب تأليفه
- التطهير العرقي؛ الطب كخادم للنازية
- الكتاب على موقع أمازون من دارون إلى هتلر: الأخلاق وتحسين النسل البشري والعنصرية